# Касім Нуху
Касім Нуху (англ. Kasim Nuhu, нар. 22 червня 1995) — ганський футболіст, захисник клубу «Гоффенгайм 1899».
Виступав, зокрема, за клуби «Мальорка» та «Янг Бойз», а також національну збірну Гани.

## Клубна кар'єра
Народився в Аккрі і розпочав грати у футбол в місцевому клубі «Мадеама», дебютувавши за першу команду 14 квітня 2013 року, вийшовши на заміну в другому таймі гостьового матчу Прем'єр-ліги Гани проти «Гарт оф Лайонз» (0:0). У листопаді того ж року він перейшов у іспанський «Леганес», де став виступати за молодіжну команду.

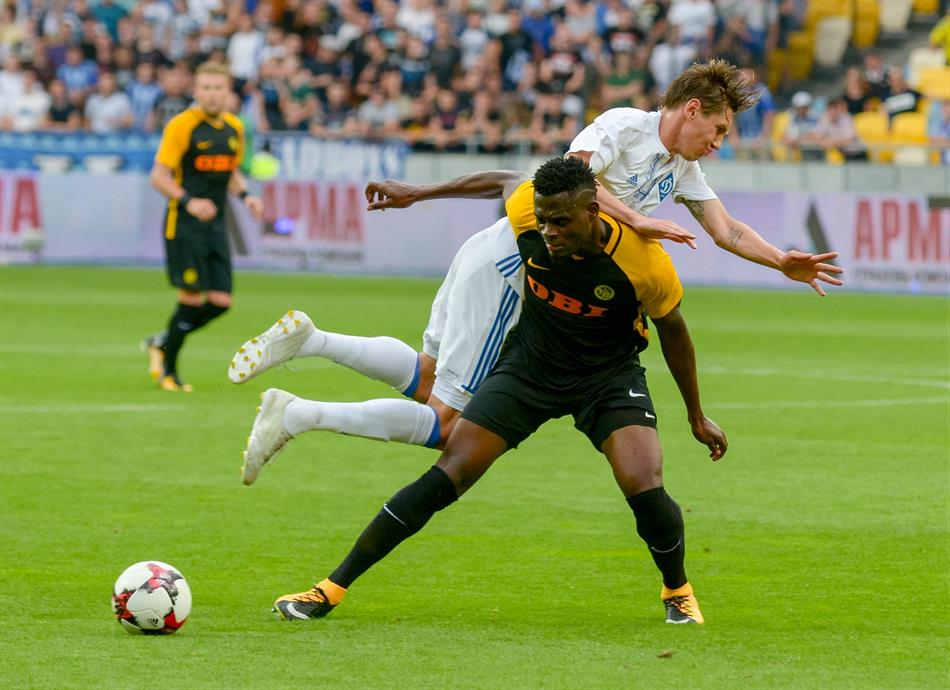
У боротьбі проти Дениса Гармаша під час виступів за «Янг Бойз». 26 липня 2017 року.

У січні 2014 року Касім приєднався до «Мальорки» за трирічною орендною угодою з правом викупу за 200 000 євро. Спочатку молодий ганець виступав за другу команду, «Мальорка Б», в Терсері. До кінця сезону він зіграв в 17 матчах і забив два голи (проти «Пеньї Сьютаделла» і «Атлетіко Рафаль»), допомігши команді зайняти перше місце в своїй групі та вийти до Сегунди Б.
28 вересня 2014 року Касім зіграв свій перший матч за першу команду, зігравши у домашній нічиї (3:3) проти «Барселони Б» у Сегунді, в якому відзначився дублем. В подальшому Касім став часто залучатись до матчів першої команди тренером Валерієм Карпіним, зігравши до кінця сезону у 20 матчах Сегунди, а ще 9 ігор зіграв у Сегунді Б за дублюючу команду.
Касім втратив перше місце в команді після приходу нового тренера Фернандо Васкеса на початку 2016 року, після чого на поле виходив вкрай рідко. 25 серпня 2016 року Нуху було віддано в оренду в швейцарський клуб «Янг Бойз» на один рік. По завершенні оренди бернський клуб викупив контракт гравця.

## Виступи за збірну
10 жовтня 2017 року дебютував в офіційних матчах у складі національної збірної Гани в товариській грі проти Саудівської Аравії (3:0), в якій відзначився голом.
У складі збірної був учасником Кубка африканських націй 2019 року у Єгипті.
Наразі провів у формі головної команди країни 14 матчів, забив 2 голи.
| Дата       | Місто       | Господарі           | Результат             | Гості   | Турнір                                     | Голи | Примітки |
| ---------- | ----------- | ------------------- | --------------------- | ------- | ------------------------------------------ | ---- | -------- |
| 10-10-2017 | Джидда      | Саудівська Аравія   | 0 – 3                 | Гана    | товариський матч                           | 1    |          |
| 12-11-2017 | Кейп-Кост   | Гана                | 1 – 1                 | Єгипет  | Відбір до ЧС 2018                          | -    |          |
| 30-05-2018 | Нешвілл     | Японія              | 0 – 2                 | Гана    | товариський матч                           | -    | 71'      |
| 07-06-2018 | Рейк'явік   | Ісландія            | 2 – 2                 | Гана    | товариський матч                           | 1    |          |
| 18-11-2018 | Аддис-Абеба | Ефіопія             | 0 – 2                 | Гана    | Відбір до Кубка африканських націй 2019    | -    |          |
| 23-03-2019 | Аккра       | Гана                | 1 – 0                 | Кенія   | Відбір до Кубка африканських націй 2019    | -    |          |
| 09-06-2019 | Дубай       | Гана                | 0 – 1                 | Намібія | товариський матч                           | -    | 46'      |
| 15-06-2019 | Дубай       | Гана                | 0 – 0                 | ПАР     | товариський матч                           | -    |          |
| 25-06-2019 | Ісмаїлія    | Гана                | 2 – 2                 | Бенін   | Кубок африканських націй 2019 - 1-й етап   | -    | 77'      |
| 29-06-2019 | Ісмаїлія    | Камерун             | 0 – 0                 | Гана    | Кубок африканських націй 2019 - 1-й етап   | -    | 64'      |
| 08-07-2019 | Ісмаїлія    | Гана                | 1 – 1 д.ч. (4-5 п.п.) | Туніс   | Кубок африканських націй 2019 - 1/8 фіналу | -    | 90'      |
| 14-11-2019 | Кейп-Кост   | Гана                | 2 – 0                 | ПАР     | Відбір до Кубка африканських націй 2021    | -    |          |
| 18-11-2019 | Сан-Томе    | Сан-Томе і Принсіпі | 0 – 1                 | Гана    | Відбір до Кубка африканських націй 2021    | -    |          |
| 09-10-2020 | Манавгат    | Малі                | 3 – 0                 | Гана    | товариський матч                           | -    |          |
| Усього     |             | Матчів              | 14                    |         | Голів                                      | 2    |          |

## Цікаві факти
На футболці Касіма Нуху зазвичай написано «Адамс» — це прізвище його батька, а Нуху — прізвище одного з дідусів, яке він обрав, щоб його вшанувати.

## Титули і досягнення
- Чемпіон Швейцарії (1):

«Янг Бойз»: 2017-18